# بوکنسدورف
بوکنسدورف (به آلمانی: Bokensdorf) یک شهر در آلمان است که در بولدکر لاند واقع شده‌است. بوکنسدورف ۹۴۴ نفر جمعیت دارد.